# Pourtalosmilia conferta
Pourtalosmilia conferta är en korallart som beskrevs av Stephen D. Cairns 1978. Pourtalosmilia conferta ingår i släktet Pourtalosmilia och familjen Caryophylliidae. Inga underarter finns listade i Catalogue of Life.